# Équipe de Sainte-Lucie féminine de volley-ball
L'équipe de Sainte-Lucie de volley-ball féminin est composée des meilleures joueuses saint-luciennes sélectionnées par la Fédération saint-lucienne de Volleyball (St. Lucia Volleyball Association, SLVA). Elle n'est actuellement pas classée par la Fédération Internationale de Volleyball au 15 janvier 2010.

## Sélection actuelle
Sélection pour les qualifications aux Championnats du monde 2010.

Entraîneur : Florian Combie  ; entraîneur-adjoint : Roberto Garcia 

## Palmarès et parcours

### Palmarès
Néant.

### Parcours

#### Championnat d'Amérique du Nord
| - 1969 : non qualifié - 1971 : non qualifié - 1973 : non qualifié - 1975 : non qualifié - 1977 : non qualifié - 1979 : non qualifié - 1981 : non qualifié - 1983 : non qualifié - 1985 : non qualifié - 1987 : non qualifié | - 1989 : non qualifié - 1991 : non qualifié - 1993 : non qualifié - 1995 : non qualifié - 1997 : non qualifié - 1999 : non qualifié - 2001 : non qualifié - 2003 : non qualifié - 2005 : non qualifié - 2007 : non qualifié | - 2009 : non qualifié - 2011 : non qualifié - 2013 : 9e |